# Pastel FM 99.4
Pastel FM, qui est le nom d'antenne de RBC BAS CANAL, est une station de radio à caractère régional en France, associative, indépendante et laïque, créée à Roubaix en mars 1980. Elle diffuse ses programmes dans le Nord et le Pas-de-Calais.
D’abord radio d’expression des minorités maghrébines, elle se veut aussi plurielle sur le plan social, linguistique et culturel. Son but initial était de favoriser la promotion des travailleurs immigrés et de leurs familles en facilitant leur contact avec les institutions françaises. Toutes les émissions communautaires sont systématiquement bilingue :
- Kabyle/français;
- Arabe/français;
- Polonais/français;
- Espagnol/français;
- Laotien/français;
- Portugais/français;
- Italien/français;
- Berbère/français.

De nombreux auditeurs et associations de la région la sollicitent régulièrement afin de diffuser leurs informations, de couvrir et de donner de l’écho à leurs activités.
Elle est membre des Indés Radios.

## Animateurs et émissions
- Hassan, Maroc Atlas - Lundi de 18h à 19h
- Raymond Ganserlat, Siangthem ou la voix du Dharma - Lundi de 19h30 à 21h
- Gregory, Synthology - Lundi de 21h à 23h
- Groupe Da.Mas, Radio afro-carribean - Lundi de 23h à 0h
- Hassan, Tifawine 59 - Mardi de 21h à 23h
- Damas, 59 minutes - Mardi de 23h à 0h
- Djaid, Rencontre Kabyle - Jeudi de 18h à 20h
- Madjid, Planète foot - Jeudi de 20h à 21h
- Fawanis, en langue arabe - Jeudi de 22h30 à 0h
- Aïssa Zenag, prophétie  - Vendredi de 20h à 22h
- Hamza El Khostiti - Chibanis vendredi 18h à 19h
- Groupe Damas - La radio du hip-hop - Vendredi de 23h à 0h30
- Raymond Ganserlat, La Voix du Mekong - Samedi de 9h à 10h
- Moussa Allem - Bayern vendredi 19h30
- Ramaro Manuel, Lusofonias - Samedi de 10h à 12h
- Momo, Oldies & Gogo - Samedi de 18 à 19h30
- Dj-Fat et Reedfa, Son Lourd - Samedi de 21h à 22h
- Maggy, De Polonia - Dimanche de 9h à 11h
- Christian Lazaoui journaliste reporter - CVQ samedi 13h à 14h
- Farouk - voix du Maghreb -  dimanche 11h 13 h
- Ali Rahni - Redaction - dimanche 13h à 14h
- Nordine Bellal, Autour d'un thé - Dimanche de 18h à 20

## Diffusion
Pastel FM émet en bande FM sur la fréquence 99,40 MHz dans le Nord et le Pas-de-Calais dans un rayon de 40 km. Ainsi, le signal radio atteint les villes de Lille et de Roubaix. La diffusion déborde de l'autre côté de la frontière ouest franco-belge, comme dans certaines villes et leurs environs frontaliers de la France, Tournai, Mouscron dans la province du Hainaut et Courtrai, Avelgem et Renaix situées dans la région flamande (Belgique) où la communauté marocaine est plus importante.
Elle est aussi sur internet, qui permet son écoute en streaming (en direct) et propose de nombreux podcasts gratuits. Pastel FM est aussi disponible sur la plupart des postes de radio Internet en streaming.

### Articles de presse
- Radio Polonia, sur Pastel FM, c'est 20 ans d'ondes positives !. La Voix du Nord (consulté le 27 avril 2013)
- Roubaix : depuis trois ans, « Fawanis » fait entendre la richesse de l’arabe sur Pastel FM. Nord Éclair (consulté le 18 janvier 2015)
- Roubaix: « Des livres et moi », la nouvelle émission de Pastel FM. La Voix du Nord (consulté le 20 février 2016)